# Jesús Arambarri Arregui
|  | No confondre amb Jesús Arámbarri y Gárate, director d'orquestra i compositor basc |

Jesús Arambarri Arregui (Azkoitia, Guipúscoa, 1 de juny de 1964), fou un ciclista basc, professional entre 1986 i 1987. Va destacar com a gregari.

## Palmarès
- 1986
  - 1r a la Volta al Bidasoa
  - 1r a la Pujada a Gorla

### Resultats al Giro d'Itàlia
- 1989. 45è de la classificació general